# Bibliographie sur l'université Paris-VIII
On trouvera ci-après une liste non exhaustive d'ouvrages, articles, rapports, mémoires et thèses qui portent sur la vie ou la raison d'être de l'université Paris-VIII.

## Ouvrages et articles
- Ardoino, J. et alii, « Éducation et relations » Unesco 78 (L'évolution des relations pédagogiques au département de Sciences de l'éducation)
- Ardoino, Jacques & Guy Berger D’une évaluation en miettes à une évaluation en actes : le cas des universités. Vigneux, Matrices, 1989, 234p.
- Ardoino, Jacques, Berger, Guy & Coulon, Alain 1994 « Les sciences de l'éducation à Paris 8, un quart de siècle » in: Bulletin de l’Afirse-Aipelf, nº 16, oct. 1994. p.3-5.
- Badiou, Alain, « L'aveu du philosophe », conférence, extrait : « L'expérience de ceux qui, à partir du milieu des années 70, ont renoncé à cette entreprise » (2004)
- Barbier, René, L'Approche Transversale, l'écoute sensible en sciences humaines, Paris, Anthropos, 1997, 357 p.
- Barbier, René, « Ici, on braise bien ! Une certaine mémoire de l'Université de Paris 8 à Vincennes ». Libre propos (2005)
- Barbier, René, « Sur l'enseignement en ligne » (Beijing 2001)
- Baruch Marc-Olivier (dir.), Une voix qui manque : écrits en mémoire de Jean Gattegno, Paris : Fayard, 1999, 322 p.
- Beaud, Michel, 1971. Vincennes, An III: le Ministère contre l'Université, éd. J. Martineau
- Berger, Guy (Paris) et Wiltrud Ulrike Drechsel (Brême), « Conflits et expériences dans deux universités “de gauche” ». Bremen/Paris 8-Vincennes, Paedagogica Europaea 1978
- Berger, Guy, « Université de « gauche » et récupération des rapports de dépendance », 10e congrès mondial de Sociologie, Mexico 16-21 août 1982
- Berger, Guy, « L’université face à de nouveaux publics » (1983)
- Berger, Guy, « Interview », Magazine de Paris 8 (juin 2002)
- Berger, Guy, Catz, Tania & Coulon, Alain « Une université du monde contemporain: Paris 8-Vincennes», in L'enseignement supérieur en Europe, Vol.X, nº1, 1985
- Boumard P., Hess R., Lapassade G., L’Université en transe, Paris : Syros, 1987, 173 p.
- Brossat, Alain « Une université de banlieue », (avril 2003)
- Brunet Jacqueline, Cassen Bernard, Chatelet François, Merlin Pierre et Rebérioux Madeleine (dir.), Vincennes ou le désir d’apprendre, Paris : Ed. Alain Moreau, 1979.
- Cauville Martine, « À Paris VIII, la culture est à l'affiche », (XXIe siècle n° 1. mai 1998)
- Centre vidéo-Paris 8, « La vidéo à Paris VIII. De Vincennes à Saint-Denis : bilan et perspectives », in Mattelart A., Stourdzé Y. (dir.), Technologie, culture & communication. Rapports complémentaires, Paris : La documentation française, 1983.
- Chapoulie Jean-Michel, « Enseigner le travail de terrain et l’observation : témoignage sur une expérience (1970-1985)», Genèses, n° 39, 2000, pp. 138-171.
- Charlot, Bernard Les sciences de l’éducation, un enjeu, un défi. ESF, 1995, 223p.
- Couëdel, Annie, «  Vincennes, de ses origines à nos jours » (Symposium de Bogota 17-19 novembre 1999)
- Couëdel, Annie, « REG’ARTS : De l'utopie à la réalité : Une pédagogie à Vincennes, lieu de tous les possibles »
- Coulon, Alain (dir.) 1993 L’évaluation des enseignements de méthodologie documentaire à l’université de Paris VIII, Univ. de Paris VIII, Laboratoire de recherche ethnométhodologique. 100p.
- Coulon, Alain & Maurice Courtois, « Université, universalité, universaux » (juillet 83)
- Coulon, Alain & Païvandi, Saeed, « Les étudiants étrangers en France : l'état des savoirs », mars 2003 (Compte-rendu par Ch. Soulié;  Interview dans l'AMUE)
- Coulon, Alain 1997 Le métier d’étudiant. L’entrée dans la vie universitaire. PUF. 219p. (Compte-rendu)
- Courtois, Maurice, « Poète et étudiant. Le devoir de parler ». Colloque « Mémoire et avenir » (mai 1998)
- Courtois, Maurice, « Un archaïsme bienvenu » (juin 2004)
- Debeauvais, Michel « Les sciences de l'éducation en France - une étude de cas : l'Université de Paris VIII (ex-Vincennes) » in Paideia, t.X/1983, pp.183-190
- Debeauvais, Michel (1973) Élaboration d'un modèle d'Université ouverte, sur la base de l'expérience de Vincennes, OCDE-CERI, 10p.
- Debeauvais, Michel (1973) « Note sur l'expérience de Vincennes », in: Connexions, psychologie- sciences humaines, n°5, pp.53-60
- Debeauvais, Michel (1976) L'Université ouverte. Les dossiers de Vincennes, Presses universitaires de Grenoble. 300p.
- Debeauvais, Michel (1982) « Les sciences de l'éducation en France - Une étude de cas: l'Université de Paris VIII (ex-Vincennes) », in Cahiers de la Section des Sciences de l'éducation de l'Université de Genève, n°33, Déc. 1982
- Debouzy Marianne, « Vincennes pour y faire quoi ? », Esprit, n° 11-12, nov.-déc. 1978, pp 87-97.
- Demichel, A. (dir.) Les institutions universitaires - Colloque, 9-10 Juin 1989, Université de Paris VIII 357p.
- Dommergues, Pierre  (dir.), Université de Vincennes. Le Nouvel Ordre Intérieur, s.l.d. Albin Moreau 1980. 393p. (interventions des participants au Colloque de Vincennes sur le Nouvel Ordre Intérieur). (22-24 mars 1979). Le Ch.IX « Université et division du travail », p.171-184, est un compte-rendu par Guy Berger d'une table-ronde organisée dans le cadre de ce Colloque.
- Ennafaa, Ridha (1993) La reconnaissance et la validation des acquis à Paris 8. Étude comparée des flux des bacheliers et des non-bacheliers. Formation permanente DESUP/ MEN, Juillet 1993, Université de Paris VIII, Pratique de Formation.
- Ennafaa, Ridha (1993) Les études à l'étranger: évolutions récentes en France, à l'Université de Paris VIII et Paris 6 - Analyse comparée des flux et des transitions, colloque international de l'AFEC, Sêvres, Mai 1993, Education comparée.
- Ennafaa, Ridha 1986 La transition des étudiants maghrébins en France et à Paris VIII. Education comparée, n°39
- Ennafaa, Ridha 1995 « Les étudiants Beurs à l’Université de Paris VIII : situations et trajectoires particulières des femmes » pp.243-266 in : Pluralisme et éducation : politiques et pratiques au Canada, en Europe et dans les pays du Sud - L’apport de l’éducation comparée, Tome 2. Université de Montréal, Faculté des sciences de l’éducation.
- Faure, Edgar, Rapport à M. le Général de Gaulle Président de la République, sur la création à Vincennes d'un Centre universitaire ayant statut de Faculté, 7-12-1968. 3p., annexes
- Ferrand-Bechmann, Dan, « Le pouvoir d'agir, l'engagement bénévole des étudiants » (2004)
- Fossé-Poliak Claude, « L’accès dérogatoire à l’enseignement supérieur, les autodidactes de Saint-Denis », Revue française de sociologie, n° 32, 1991, pp. 551-575.
- Foucault, Michel «Le piège de Vincennes», Nouvel Observateur, 9 février 1970
- Hamon Hervé et Rothman Patrick, « Vincennes ou l’anomalie », Le débat, n° 12, mai 1981, pp. 38-49. (extraits)
- Henriquez, Sarella, 1977. Les étudiants-enseignants de l'Université de Paris VIII, ronéo.
- Hess, Rémi Chemin faisant Ivan Davy, Vauchrétien, 1996. 147p.
- Hess, Rémi Des sciences de l’éducation Ed. Economica 1997. 112p. ch.III Ethnographie d’un département de sciences de l’éducation : Paris VIII (« Vincennes à Saint-Denis ») (pp.66-98)
- Hess, Rémi Le temps des médiateurs. Le socioanalyste dans le travail social Ed. Anthropos. 1981. 453p. (pp.52 à 89)
- Homer Sébastien, « Université Paris VIII : que reste-t-il de Vincennes ? » (L'Humanité, 29/03/03)
- Kim, Sunmi, Verrier, Christian, (S/Dir) Le plaisir d'apprendre en ligne à l'université. Implication et pédagogie, Belgique, De Booeck université, 2009
- Lacan J., Textes sur Vincennes (oct. 1978)
- Loubière, Paul, 2001. «Paris-VIII, la fac pas comme les autres». Le Nouvel observateur. Nº 31 mai
- Mallet Robert, « A la recherche d'une université perdue... », Spirales, revue mensuelle de documentation économique, n°11, octobre 1966, pp.37-40.
- Martinon J.-P., « Histoire lacunaire du département de sociologie de l’Université de Paris VIII, (nov. 2005 - cf. département de sociologie)
- Merlin, Pierre L'Université assassinée. Vincennes: 1968-1980 éd. Ramsay, 1980. 291p.
- Merlin, Pierre (dir.). Vincennes ou le désir d'apprendre, éd.Alain Moreau, 1979. 301p.
- Nestel Ch., « Interview de G. Lapassade » (11 décembre 1995)
- Observatoire de la vie étudiante  (Les nouveaux inscrits en deug à P 8 ; Les étudiants fantômes; Les diplômés de 1996 à 2002)
- Passeron, Jean-Claude, « Les derniers jours de Vincennes à Vincenne », in Semiotica, n°122 («Luis Prieto et les noms propres»), septembre 1998, New-York, Berlin.
- Poisson-Quinton, Sylvie « Étudiants étrangers à Paris VIII : évolution 1968-1998 » (avril 1998)
- Pujade-Renaud, Claude & Daniel Zimmermann Les écritures mêlées. Paris: Julliard, 1995. 472p. (pp. 84-86, 155-165, 172-177, 210-218, 254-255).
- Scherer, René, Hospitalités, Paris: Economica, 2004.
- Sokologorsky, Irène, « Notre Université » Introduction au Contrat d'établissement 1992-95
- Soulié, Charles, « Quelle université voulons-nous? De l'application du L.M.D à l'Université de Paris-8 à Saint-Denis», (L’école démocratique, lundi 1er mars 2004)
- Soulié, Charles, « Vincennes » in Emmanuel Waresqueil (dir.), Le siècle rebelle : dictionnaire de la contestation au XXe siècle, Paris : Larousse, 1999.
- Soulié, Charles, « Le destin d’une institution d’avant-garde : histoire du département de philosophie de Paris VIII », Histoire de l’éducation, n° 77, 1998. (ou fac-similé)
- Soulié, Charles, « L'enseignement philosophique à l'université (sur Paris 1, comparaisons avec Paris 8)
- Soulié, Charles (dir)  Un mythe à détruire ? Vincennes fac ouverte à tous  Saint-Denis, P.U.V. 2012
- Vélis, J.-P., « Vincennes : la rançon du succès », L'éducation, nº313, 24 mars 1977
- —, Université de Paris VIII, Vincennes : vaine scène ?, Saint-Denis : 1981, 50 p.
- —, « Texte d'orientation pédagogique, adopté par le Conseil d'université, Saint-Denis, 27 juin 1981

## Rapports
- Comité national d'évaluation, 1988. L'Université de Paris VIII - Vincennes à Saint-Denis - Rapport d'évaluation (Résumé)
- Comité national d'évaluation, 2005. Rapport d'évaluation de l'Université Paris 8 Vincennes - Saint-Denis, 76 p. (Compte-rendu)
- Lapassade, Georges, 1985 La première année à Paris VIII
- Schwartz, Bertrand Rapport à M. le Ministre des Universités sur l'Université de Vincennes Octobre 1974, par un groupe d'experts ministériels (MM. Dulck, Mayeur, Schwartz)
- Schwartz, Bertrand et al., Rapport Schwartz (Dulck, Mayeur, Salmon) sur l'Université de Paris VIII (1974)
- Document préparatoire au projet d'établissement (dans le cadre de la politique contractuelle, par Francine Demichel, Présidente. (extraits), Avril 1990, 86p.
- Mellet, François « Sortir de la crise » Appel pour une réflexion sur le département d'urbanisme, juin 1981.
- Merlin, Pierre, « Note sur la dimension prospective nécessaire à l'université culturelle, (préparation des assises, 6 avril 1981)
- Plaisance, M. & Rebérioux, M. & Slama, B., Texte élaboré pour la Commission pédagogique, 1978

## Thèses et mémoires
- Audebert Sébastien., Les enseignants du département de philosophie du CUEV à sa création : 1968-1970, mémoire de l’IEP de Paris sous la direction de C. Prochasson, 1999.
- Coulon, Alain. Le métier d’étudiant. Approches méthodologique et institutionnelle de l’entrée dans la vie universitaire. Université Paris 8, thèse de doctorat d’État. 3 tomes, 1130 p. 1990
- Faucherre Rémy, Atypie-utopie : Vincennes, naissance d’une université mai 1968-janvier 1969, maîtrise d’histoire sous la direction de Michelle Perrot, Université Paris 7 - Diderot, UFR de Géographie, histoire et sciences sociales, 1991-1992.
- Henriquez, Sarella. L’analyse de la relation pédagogique par l’observation des attitudes et des comportements des enseignants. Thèse de 3e cycle, Université Paris 8, 1975
- Kane, M.  Le séjour d’études des étudiants sénégalais. Mémoire de maîtrise, Université Paris 8, 1984
- Kerkeni, Ridha Le projet de l’étudiant étranger : le cas des étudiants tunisiens de Paris VIII. Mémoire de DEA en sciences de l’éducation, 1996, 101p., annexe.
- Leite Emmanuel, Travailleurs immigrés et alphabétisation dans le cadre de l’Université de Vincennes, mémoire de maîtrise sous la direction de Georges Lapassade, Université Paris 8, 1976.
- Paivandi, Saeed Les étudiants iraniens en France - Le cas de l’Université de Paris VIII. Thèse de doctorat, Université Paris 8, 1991.
- Pinon Navarro G. L’adaptation des étudiants étrangers en France : le cas des étudiants latino-américains de l’Université de Paris VIII. Mémoire de DEA, Université Paris 8, 1988.
- Rabenadimby A. La continuation des études en France : le cas des étudiants malgaches mémoire de maîtrise, 1985.
- Stamelos, Y. G. S. Le phénomène étudiants étrangers : le cas des étudiants hellènes dans les universités françaises. Thèse de doctorat, Université Paris 8, 1990.
- Vasconcellos, Maria-Drosile. Les usages sociaux des études en sciences de l’éducation. Thèse de 3e cycle, Université Paris 8, 1982.
- Wang S. T. Pourquoi la France? Motifs du choix du pays d’étude : le cas des étudiants taïwanais en France. Mémoire de maîtrise, Université Paris 8, 1993.